# معركة شناص 1850
معركة شناص هي معركة اندلعت عام 1850م بين القوات العمانية والقواسم.

## الخلفية
كانت الأوضاع السياسية متأزمة في سلطنة عُمان التي كانت تعاني من الحرب الأهلية، بالإضافة إلى هجمات إمارة القواسم المستمرة ضد عُمان، واستطاعت قوات الشارقة احتلال مدينة شناص العُمانية وإعادتها إلى ممتلكات إمارة القواسم من جديد عام 1850، وبهذا عاد ساحل الشميلية (الفجيرة اليوم) إلى ملك الشارقة ـ العاصمة الجديدة لإمارة القواسم ـ بعد احتلال عُماني طويل لها، ولكن سلطان عُمان سعيد بن سلطان سرعان ما جمع قواته وشكل كتائب عسكرية كثيرة وهاجم القوات القاسمية بكثافة شديدة، واستطاع طرد القوات القاسمية من شناص، ولكن فرحته لم تستمر، إذ قام حاكم دبي الشيخ مكتوم بن بطي بمهاجمة مدينة شناص بقيادة ابنه الشيخ حشر الذي احتلها بعد أن عجزت الدفاعات العُمانية عن صد هجمات جيش دبي.
وبعد هذا الانتصار لم يكن الشيخ مكتوم راغباً في الاحتفاظ بالمدينة، فقام بتسليمها إلى الثوار العُمانيين الثائرين على سعيد بن سلطان حاكم عُمان.